# Electrodoméstico bi-térmico
Los electrodomésticos bi-térmicos son electrodomésticos con tomas para agua caliente y agua fría. De esta forma pueden obtener el agua caliente de una fuente externa, como un calentador o una caldera central. Así se puede utilizar la procedente de energías más limpias y eficientes, como la energía solar térmica o el gas natural. Los electrodomésticos bi-térmicos más comunes son los lavavajillas y las lavadoras.
La utilización de este tipo de electrodomésticos, permite una reducción del consumo energético entre un 20% y un 50%, ya que el uso de electricidad para generar calor es menos eficiente que el uso de los combustibles habituales en calderas y calentadores. De esta forma se reducen las emisiones de CO2 y el consumo energético doméstico, lo que permite contratar una potencia eléctrica menor.

## Ventajas y desventajas

### Ventajas
La energía térmica proporcionada por el gas natural no ofrece ninguna limitación de uso por potencia demandada. Aparte del ahorro de energía que supone utilizarlos, son menos contaminantes y perjudican el medio ambiente en menor medida que los que utilizan electricidad durante su funcionamiento. 
Los ciclos de funcionamiento del electrodoméstico son más cortos porque el calentamiento por electricidad no suele ser muy rápido (se utiliza relativamente poca potencia, unos 2..3 kW, contra 24 kW de un calentador circulante sencillo), aun en el caso de que el agua caliente no esté a la temperatura requerida por el electrodoméstico, el recalentamiento por la resistencia eléctrica es mejor que el calentamiento completo. El agua fría de la red, llega a temperaturas muy variables, entre 4 y 18 °C; el agua caliente sanitaria puede llegar a una temperatura entre 35 y 60 °C; las lavadoras pueden lavar a temperaturas entre 20 y 90 °C y los lavavajillas entre 40 y 70 °C, por lo que puede verse que las subidas de temperatura se reducen como mínimo a la mitad (mitad de tiempo de calentamiento), y en ciertos casos, incluso habría que añadir agua fría.
Debido al ahorro energético que suponen, estos electrodomésticos son rentables en plazos más bien cortos. Y sobre todo, cuando se utiliza el agua precalentada por un sistema de energía solar térmica, son rentables en un plazo de tiempo aún menor.

### Desventajas
Aunque son productos sencillos, pueden resultar algo más caros que los tradicionales. La diferencia con los normales es que tienen una segunda electroválvula de entrada de agua caliente, y una sonda, situada en la cubeta, que informa al dispositivo programador de la temperatura del agua, y este se encarga de abrir una u otra válvula de entrada. 
Por otro lado hay que tener en cuenta que si se utilizan varios electrodomésticos de este tipo, al utilizar el agua calentada por un  calentador circulante, hay que comprobar si el caudal del agua caliente permitirá el funcionamiento simultáneo de los electrodomésticos, o si éstos pueden funcionar con una presión reducida, por lo que es conveniente consultar al instalador.
Además para poder utilizar un bi-térmico es necesario tener una instalación preparada para ello. Ante las normas de algunos países que obligan a instalar un sistema de calentamiento solar para el ACS, actualmente en ellos se encuentran muy fácilmente tales aparatos, aunque en otros países son un tipo de electrodomésticos poco demandado por lo que la variedad de modelos ofrecida es muy limitada, aunque las circunstancias del sistema eléctrico está cambiando esta tendencia.